# Barleria kacondensis
Barleria kacondensis är en akantusväxtart som beskrevs av Spencer Le Marchant Moore. Barleria kacondensis ingår i släktet Barleria och familjen akantusväxter. Inga underarter finns listade i Catalogue of Life.